# Bruno Plaetschke
Bruno Plaetschke (* 18. Oktober 1897 in Kampen, Landkreis Strehlen; † 13. April 1942 in Berlin) war ein deutscher Völkerkundler und Geograph.

## Biografie
Plaetschke entstammte einer niederschlesischen Bauernfamilie. Nach dem Besuch des Gymnasiums in Strehlen trat er 1914 als Freiwilliger ins Heer. 1918 an der deutschen Expedition nach Transkaukasien beteiligt, danach bis 1920 Offizier der georgischen Armee.
Nach der Rückkehr war Plaetschke im Jahre 1921 als Freikorps-Mitglied Führer der Freiwilligenkompanie in seinem Heimatkreis. Später nahm an den Kämpfen des oberschlesischen Selbstschutzes gegen Polen teil und wurde am Annaberg verwundet.
Plaetschke studierte Volkswirtschaftslehre, Geographie, Geologie, Slawistik und Orientalistik in Breslau, Wien und Königsberg. In Königsberg wurde er 1929 promoviert und war dort anschließend bis 1936 Assistent am Geographischen Institut. Im Jahre 1935 erfolgte seine Habilitation, worauf Plaetschke als Dozent angestellt wurde.
In den 1920er- und 1930er-Jahren unternahm Plaetschke mehrere Forschungsreisen durch verschiedene Teile Asiens und des Kaukasus, u. a. durch den Nordkaukasus (1918–20, 1927/28), die Mandschurei und nordöstliche Mongolei (1931/32). Sein Buch über Tschetschenien gilt heute noch als Standardwerk.
Im Rahmen der wissenschaftlich-politischen Ausarbeitung der polnischen Themen wurde Plaetschke neben Werner Conze als Gutachter für „weißrussische Fragen“ herangezogen.
Nach dem Beginn des Zweiten Weltkrieges als Hauptmann d. R. einberufen, zog sich  Plaetschke an der Ostfront ein schweres Leiden zu und wurde krankheitshalber vom Dienst freigestellt. An den Folgen verstarb er in einem Berliner Lazarett.

## Veröffentlichungen
- Vom kulturellen Leben in den kleinen autonomen Gebieten des Nordkaukasus // Osteuropa 10 (1928). S. 689–697.
- Die Tschetschenen. Hamburg: Friedrichsen, 1929.
- Lage und Schicksal der deutschen Dorfer im östlichen Ciskaukasien (Sowjetrepublik Daghestan) // Der Auslanddeutsche 13 (1930). S. 108–110.
- Eine Forschungsreise in der Nordwestlichen Mandschurei // Petermanns Geographischen Mitteilungen 3/4 (1933). S. 64–69.
- Die nordwestliche Mandschurei als Operationsgebiet // Militär-Wochenblatt 25 (4. Januar 1934). S. 819–821.
- Kulturgeographische und politische Auswirkungen der Agrarreform in Polnisch-Weißrußland // Geographische Wochenschrift. Bd. 3, 45 (1935). S. 1082–1088.
- Die Kaukasusländer // Hdbuch d. Geogr. Wiss. Bd. "Mittel- und Osteuropa". Potsdam 1935. S. 435–464.
- Das Grenzgebiet der Mandschurei gegen Transbaikalien (Barga) und die dortigen russischen Emigrantensiedlungen // Osteuropa 1 (1935). S. 10–21.
- Das geographische Schrifttum über Polen, 1929–1936 // Geographisches Jahrbuch, LI (1936). S. 313–357.
- Das Bergland der nordwestlichen Mandschurei. Gotha: Perthes, 1937.
- Landschaftskundliche Wesenszüge der östlichen Gobi // Wissenschaftliche Veröffentlichungen d. Dt. Museums f. Länderkunde zu Leipzig. N.F. 7 (1939). S. 105–148.
- Die Bevölkerung der Sowjetunion nach den Ereignissen der letzten Volkszählung // Deutsche Post aus dem Osten 12 (1940). S. 8–12.
- Die wichtigsten Eisenbahn-Neubauten in der Sowjetunion // Petermanns Geographischen Mitteilungen (1940). S. 161–166.
- Ergebnisse der vorjährigen sowjetrussischen Volkszählung in geographischer Betrachtung // Petermanns Geographischen Mitteilungen (1940). S. 191–201.
- Umstellung der Wirtschaft in den ehemals polnischen Gebieten Weißrusslands und der Ukraine // Osteuropa-Markt 1/2 (1941). S. 23–56.